# Jul·lus Antoni
Jul o Jul·lus Antoni (en llatí: Jullus Antonius M. f. M. n.) era fill del triumvir Marc Antoni i de Fúlvia. La seva madrastra Octàvia el dugué a Roma i després de la mort del pare va rebre favors d'August que el va casar amb Clàudia Marcel·la, filla d'Octàvia i el seu primer marit Gai Claudi Marcel. Va ser pretor l'any 13 aC i cònsol el 10 aC. A causa del seu adulteri amb Júlia, la filla d'August, va ser condemnat a mort per l'emperador el 2 aC, però es va suïcidar abans de l'execució. Va escriure algunes poesies.

## Orígens familiars
Va néixer a Roma durant l'hivern del 47 aC al 46 aC. Per part de mare descendia de Gai Semproni Grac, fill del cònsol Tiberi Semproni Grac, i net del famós heroi de la guerra púnica, Escipió Africà.
Per part de pare, venia d'una família de militars poc destacats, llevat del seu pare, qui va arribar a ser triumvir en un moment delicat de la República Romana. Va tenir un germà gran, Marc Antoni Antil, i diversos germanastres fruit dels altres matrimonis del seu pare.

## Infantesa
Va tenir una infantesa poc tranquil·la. A causa dels esdeveniments polítics, el seu pare va estar sovint fora de la llar familiar. Quan es va formar el segon triumvirat, la seva mare es va crear molts enemics, descontenta pel repartiment del govern assignat al seu marit. Acusada d'instigar la guerra de Perusa, a través del seu cunyat, Luci Antoni, el seu pare se'n va divorciar. Fúlvia va morir poc després durant l'exili a Sició i se suposa que Jul·lus Antoni va anar a viure amb el seu pare, el qual s'havia tornat a casar amb una dona anomenada Octàvia Menor i s'havia establert a Atenes, puix que era governador de les províncies romanes d'orient.
A partir de l'any 41 aC, el seu pare va abandonar la seva esposa, que era germana del triumvir Octavi, i es va instal·lar a la cort de Cleòpatra VII reina d'Egipte, a Alexandria. Les fonts històriques antigues esmenten que es va endur el seu primogènit, Antil, però res no se sap de Jul·lus Antoni durant aquesta etapa. Aquests fets van portar a l'enemistat amb Octavi, el qual el va derrotar en la batalla d'Àccium i va portar al suïcidi de Marc Antoni l'any 30 aC. Octavi va fer matar el seu germà Antil, potser perquè ja havia pres la toga viril i hom no el podia considerar un nen; ell i els seus germanastres, els fills que el seu pare havia tingut amb Cleòpatra, van tenir més sort: Octàvia els va criar a Roma com si fossin fills propis.

## Després de la mort del pare
L'any 21, Octavi, que ara es feia dir August, volia que el seu fidel lloctinent Agripa, que llavors estava casat amb Clàudia Marcel·la la Major, neboda de l'emperador, es casés amb la seva filla Júlia, que havia enviudat recentment. Per tant, Marcel·la es va trobar lliure i Octàvia, la madrastra de Jul·lus Antoni, li va proposar el matrimoni amb Marcel·la. Segons Tàcit van tenir dos fills: un es deia Luci Antoni i l'altre potser Gai. Hi ha sospites que hi va haver una filla anomenada Júlia Antònia, però no es pot assegurar.
Jul·lus Antoni practicava la poesia i, abans de l'any 13 aC, havia escrit dotze llibres de poesia sobre Diomedes, els quals no s'han conservat. Horaci el va esmentar en un els seus poemes com a lloador d'August.
L'any 13 aC va obtenir el càrrec de pretor, el 10 aC el de cònsol i el 6 aC procònsol d'Àsia. Sembla doncs, que era apreciat per August, fins i tot, figura a l'Ara Pacis.

## Escàndol i suïcidi
Jul·lus Antoni va esdevenir amant de Júlia, encara que no se sap en quin moment va començar la relació. Júlia havia romàs vídua d'Agripa l'any 12 aC i volien que es casés amb Tiberi, el fill adoptiu d'August. Els historiadors moderns sospiten que Jul·lus Antoni volia casar-se amb ella abans que els fills que ella havia tingut amb Agripa esdevinguessin majors d'edat i, d'aquesta manera, Jul·lus Antoni seria el seu tutor legal i una mena de regent dels territoris que governava Agripa.
L'any 2 aC, la relació va sortir a la llum i August, escandalitzat, va castigar la seva filla exiliant-la a l'illa Pandatària, mancada de llibertats i amb un control sobre les visites.
L'emperador estava tan avergonyit que durant un temps no es va deixar veure en públic i s'ho va prendre com una conspiració contra ell. Juntament amb Jul·lus Antoni, altres homes van ser acusats d'haver mantingut relacions adúlteres amb Júlia i van ser enviats a un exili llunyà, mentre que sobre Jul·lus Antoni va recaure l'acusació de traïció. Finalment es va suïcidar.